# Friedrich van Nispen

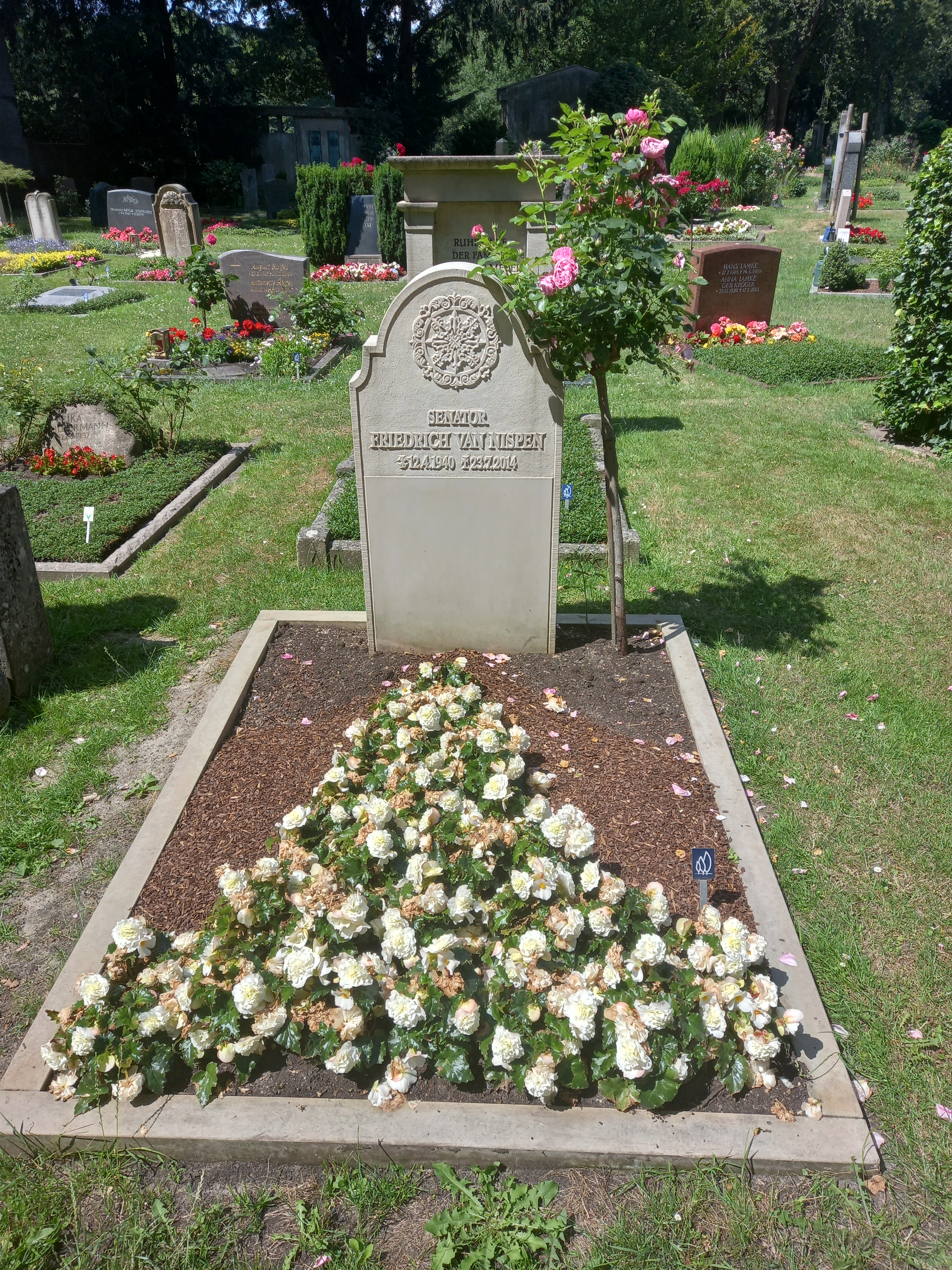
Das Grab von Friedrich van Nispen auf dem Riensberger Friedhof in Bremen

Friedrich van Nispen (* 12. April 1940 in Braunschweig; † 23. Juli 2014) war ein deutscher Jurist und Politiker (FDP). Von 1987 bis 1991 war er Mitglied der Bremischen Bürgerschaft und von 1991 bis 1995 Senator für Inneres und Sport Bremens.

## Leben
Nach dem Abitur studierte Nispen Rechts- und Staatswissenschaften an der Georg-August-Universität Göttingen. Anschließend trat er in den Verwaltungsdienst ein, arbeitete seit 1970 beim Regierungspräsidium in Hannover und wurde schließlich beim Sozialministerium des Landes Niedersachsen beschäftigt. Anschließend war er als selbständiger Rechtsanwalt und Notar in Bremen tätig.
Nispen war von 1987 bis 1991 für die FDP Mitglied der Bremischen Bürgerschaft und amtierte vom 11. Dezember 1991 bis zum 4. Juli 1995 als Senator für Inneres und Sport in dem von Bürgermeister Klaus Wedemeier geführten Senat der Freien Hansestadt Bremen. Am 13. Februar 1995 trat er aus Protest gegen die Vorbereitungen innerhalb der FDP zum Bruch der Ampelkoalition aus seiner Partei aus.